# Charles Haughey
Charles James Haughey (Iers: Cathal Séamas Ó hEochaidh, Castlebar, 16 september 1925 - Kinsealy, 13 juni 2006) was een Iers politicus.
Haughey was driemaal Taoiseach (premier) voor Fianna Fáil, op dat moment de grootste partij in de republiek Ierland. Hij was de meest controversiële Ierse politicus van zijn generatie. In 1970 werd hij uit de regering gezet na beschuldigingen dat hij wapens geleverd zou hebben aan de IRA. In een latere rechtszaak werd hij overigens vrijgesproken.
In 1979 werd hij voor het eerst Iers premier. Aanvankelijk had hij een goede relatie met zijn Britse collega Margaret Thatcher, maar de behandeling van Noord-Ierse hongerstakers door de Engelse autoriteiten leidde tot een verwijdering.
Haughey moest in 1992 aftreden als Taoiseach in verband met een tien jaar oud afluisterschandaal. Na zijn opstappen was hij nog een aantal malen het onderwerp van controverses. Hij werd ervan beschuldigd tijdens zijn politieke loopbaan grote giften aangenomen te hebben. In 2004 betaalde hij vijf miljoen euro aan achterstallige belastingen.
De laatste jaren van zijn leven leed hij aan prostaatkanker en had hij hartproblemen.
- Bibliothèque nationale de France: cb12381066s (data)
- Gemeinsame Normdatei: 119483394
- International Standard Name Identifier: 0000 0001 0952 2217
- Library of Congress Control Number: n84089887
- Nederlandse Thesaurus van Auteursnamen: 072848804
- LIBRIS: 345905
- SNAC: w6vk1khk
- Système universitaire de documentation: 032863284
- Virtual International Authority File: 8199019
- WorldCat: E39PBJkT4CFTckFTy6Cgb7mTpP